# MC68882

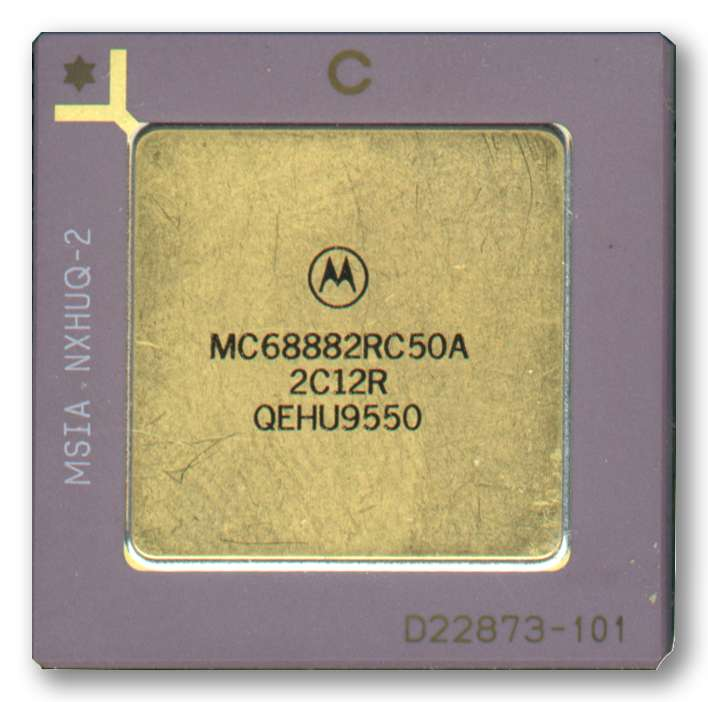
koprocesor arytmetyczny MC68882

MC68882 – koprocesor arytmetyczny stworzony przez firmę Motorola (obecnie produkowany przez Freescale Semiconductor),  należący do rodziny M68000 (zwanej też rodziną 68k).
Zasilany przez napięcie 5V MC68882 jest unowocześnioną wersją koprocesora MC68881 i jest z nim kompatybilny, zarówno na poziomie programowym jak i sprzętowym (MC68881 może być zastąpiony MC68882). Zaprojektowany został do współpracy z mikroprocesorami MC68020 i MC68030, ale może działać też z MC68000 oraz MC68010. 
Koprocesor ten może działać z taką samą szybkością jak procesor (tryb synchroniczny) lub inną, przy użyciu oddzielnego kwarcu (tryb asynchroniczny). Występuje w obudowach PGA oraz PLCC. Dostępne są modele o szybkościach 16, 20, 25, 33, 40 i 50 MHz.
W związku z likwidacją fabryki w Sendai przez Freescale Semiconductor, zamówienia na ten produkt były przyjmowane tylko do 24 listopada 2010.